# Joan Ponç (bisbe)
Joan Ponç o Joan Pons (Palma, ca 1445 – ?), sacerdot trinitari, bisbe d'Élvas (Portugal).
Després d'haver estudiat arts i teologia a València, s'hi ordenà sacerdot. Va ser catedràtic de teologia a Mallorca i va tenir diverses responsabilitats al Vaticà. El 1499 redactà els estatus i govern de la seva província. Sembla que el 1504 fou designat bisbe d'Elvas.